# Alexandru Odobescu (gmina)
Alexandru Odobescu – gmina w Rumunii, w okręgu Călărași. Obejmuje miejscowości Alexandru Odobescu, Gălățui i Nicolae Bălcescu. W 2011 roku liczyła 2816 mieszkańców. Nazwa gminy pochodzi od imienia rumuńskiego pisarza Alexandru Odobescu.